# @小豆
@小豆（1994年2月3日 - ）は、日本のインフルエンサー、YouTuber、クリエイター。愛称は「あーずー」。UUUM所属。踊ってみたや、ブイログなど動画のジャンルは多岐にわたる。

## 略歴
2009年9月よりニコニコ動画で「涼宮アス比の修正」としてダンス動画の投稿を始める。
2015年よりぶんけいと共に「パオパオチャンネル」としてYouTube上で定期的に動画配信を始める。その後、2017年4月29日、ニコニコ超会議踊ってみた振り付け選手権にて優勝。2022年に「パオパオチャンネル」としての活動を終了した。
2020年9月 自身のファンクラブである「あずはうす」を開設。会員数は1000人を突破。 更に同月29日自身の初のプロデュース本「あずきのぜんぶ」を出版。2021年4月に自身のアパレルブランド「Poika」を設立。
2021年6月28日、モデル・歌手の福田佑亮との交際をSNSで報告した。

## 人物
漫画･アニメ･キャラクターといったサブカルチャーに精通しており、2020年には声優にも挑戦するなど活動の幅を広げている。好きな漫画家の一人として浅野いにおを挙げており、「浅野いにおの世界展」ではモデルを務めたり、ヴィレッジヴァンガードでコラボ商品を発売したりした。また歌手のaikoの大ファンであると公言している。

## 著書

### 単著
- 『あずきのぜんぶ』（2020年10月29日、宝島社）- スタイルブック

## 出演

### アニメ
- 妖怪学園Y 〜Nとの遭遇〜（2020年6月5日）都治古モリナ役

### ウェブテレビ
- 今日、好きになりました。（2021年4月、ABEMA）- 恋愛見届け人

### ラジオ
- ECC 放課後イングリッシュ！（2022年4月1日 - ）

### MV
- オメでたい頭でなにより 「オメでたい頭でなにより」（2017年5月30日）
- LINE wanna be Anchors「欲望麻薬」（2017年6月27日） ※パオパオチャンネル
- ナナヲアカリ「チューリングラブ」（2020年1月18日）
- 水溜りボンド「卒業」（2020年3月23日）
- HIMAWARIちゃんねる「ジャングルエクササイZOO！」ダンスver（2020年4月24日）

### CM
- KDDI「au三太郎シリーズ」-「ココロ、オドルほうで。」篇（2023年1月）[9][10]